# Lycanades purpurea
Lycanades purpurea là một loài bướm đêm trong họ Noctuidae.